# 4275 Bogustafson
4275 Bogustafson este un asteroid din centura principală, descoperit pe 1 martie 1981 de Schelte Bus.